# Brutal Assault
Brutal Assault (of afgekort BA) is een jaarlijks muziekfestival in de vesting Josefov in de Tsjechische Jaroměř. Brutal Assault is een openluchtfestival gericht op muziekstromingen afgeleid van Heavy metal zoals Black metal, Death metal, Trash metal, Metalcore en dergelijke. In 2019 bezochten 23 duizend bezoekers het festival en mag daarmee tot de grootste festivals in het genre gerekend worden.

## Geschiedenis
Het festival werd de eerste twee jaren in 1996 en 1997 gehouden in het dorp Obůrka, een stadsdeel van Blansko. De twee daaropvolgende jaren vond Brutal Assault plaats in het Zimní stadion in Blansko. In 2001 werd het georganiseerd in Přerov. Tussen 2002 en 2004 werd het festival gehouden in Hvozd. De twee jaren daarna 2005 en 2006 vond Brutal Assault plaats in Svojšice. Vanaf 2007 wordt het festival jaarlijks gehouden in de vesting Josefov in Jaroměř.